# Aelurillinae
Aelurillinae es una subfamilia de pequeñas arañas araneomorfas, pertenecientes a la familia Salticidae.  

## Tribus
- Aelurillini
- Flacillulini
- Freyini
- Silerini